# Enneapterygius hsiojenae
Enneapterygius hsiojenae är en fiskart som beskrevs av Shen, 1994. Enneapterygius hsiojenae ingår i släktet Enneapterygius och familjen Tripterygiidae. Inga underarter finns listade i Catalogue of Life.